# Fallenbacherspitze
La Fallenbacherspitze est une montagne qui s’élève à 2 723 m d’altitude dans les Alpes de Lechtal, en Autriche.